# Curt Stoermer
Curt Stoermer (eigentlich Kurt Karl August Störmer, * 26. April 1891 in Hagen; † 29. Januar 1976 in Lübeck) war ein deutscher Maler und Vertreter des Worpsweder Expressionismus.

## Leben
Als Jugendlicher erlebte Stoermer in Hagen die Gründung des Folkwangmuseums durch Karl Ernst Osthaus und lernte Christian Rohlfs kennen. Von ihnen angeregt, begann er 1908 ein Studium an der Düsseldorfer Akademie und ging 1909 nach Paris. Hier studierte er an der Akademie Cola Rossi und der Académie Julian. In seinem ersten Jahr in Paris besuchte er Amedeo Modigliani in dessen Studio und beschrieb später eindrücklich seine Arbeitsweise.
An der Academie lernte er Heinrich Vogeler kennen, mit dem er 1912 nach Worpswede ging. Er katalogisierte den Nachlass von Paula Modersohn-Becker und veröffentlichte erste Holzschnitte, unter anderem in der Zeitschrift Der Sturm, und Gemälde. Im Oktober erhielt er seine erste Ausstellung im Folkwang-Museum.
Nach Kriegsdienst bei den Oldenburger Dragonern und kurzer Beteiligung an der Bremer Räterepublik als Sekretär eines Arbeiter- und Soldatenrates kam er verwundet von Kämpfen mit den Reichstruppen zunächst über Lübeck in eine Kate am Strand von Hohwacht in Schleswig-Holstein, wo er Kontakt zu einem Kreis um Karl Schmidt-Rottluff, bestehend aus dessen Biografin Rosa Schapire, Heinrich Vogeler, Bernhard Hoetger und dem Kunsthistoriker Biermann fand. Mit Schmidt-Rottluff, den er im Krieg zuvor in der Einheit unter Richard Dehmel 1917 in Kowno kennengelernt hatte, blieb er lebenslang in freundschaftlichem Kontakt. Stoermers Bilder aus dieser Zeit 1919 in Hohwacht sind bis auf „Brandung“ (Schloss Gottorf) verschollen. Sie waren bei dem Kunsthändler Alfred Flechtheim in Düsseldorf ausgestellt und wurden von diesem sämtlich 1920 verkauft.

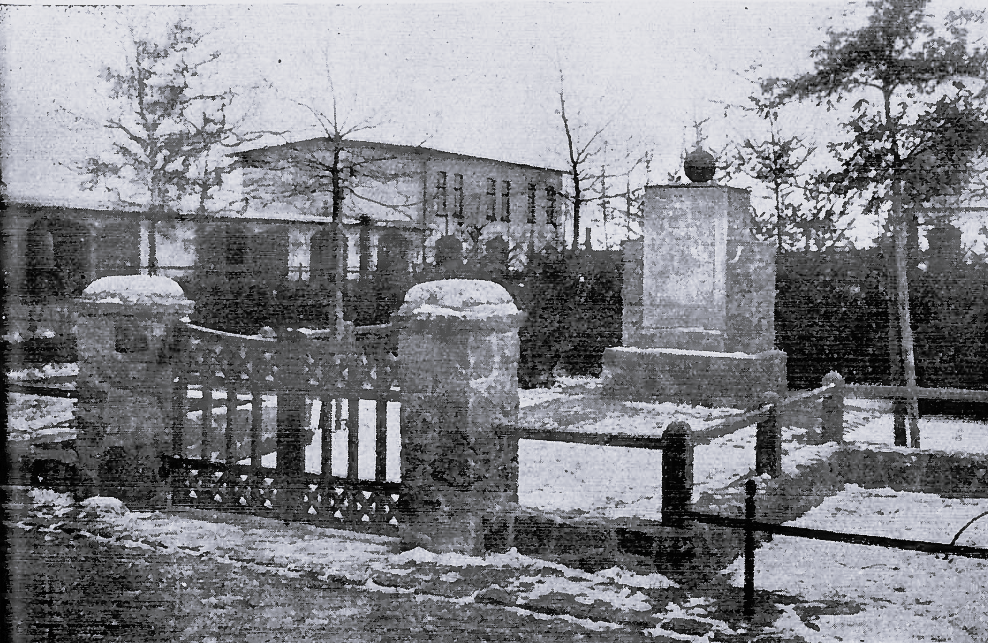

Bereits 1917 hatte die Maschinengewehr-Kompanie (MGK) des Infanterie-Regiments „Lübeck“ ein friedliches Werk der Dankbarkeit und Erinnerung für ihre auf dem Feld der Ehre gefallenen Kameraden geschaffen. Auf dem Kasernenhof der MGK bei der Marli-Kaserne, heute auf den Ehrenfriedhof, erhob sich ein von gärtnerischen Anlagen umgebener in einfachen schlichten Formen gehaltener Gedenkstein. In ihm waren und wurden die Namen der Gefallenen eingemeißelt. Die Anregung hierfür gab ein Offizier-Stellvertreter der 2. Ersatz-Maschinengewehr-Kompanie. Die Entwürfe für den Gedenkstein lieferten die Lübecker Architekten Bräck & Stoermer. Den Entwurf für den gärtnerischen Schmuck stellte Garteninspektor Harry Maasz zur Verfügung.
Ab 1921 wohnte und arbeitete Stoermer in Lübeck, unterbrochen von zwei Ostasien-Reisen aus Geldnot 1923 als Seemann bei der Handelsmarine. Angeregt durch Ervin Bossányi und gefördert durch den Glasermeister Carl Berkentien wandte er sich der Glasmalerei zu. Es entstanden Glasfenster für die Gedenkkapelle Ägidienkirche (angeregt durch Wilhelm Jannasch, 1942 durch Druckwelle einer Luftmine zerstört), den Ratskeller sowie das Heiligen-Geist-Hospital und die Fischerkirche St. Andreas in Lübeck-Schlutup.
1931 ermöglichte ihm ein Villa-Massimo-Stipendium der Preußischen Akademie der Künste eine ausgedehnte Reise nach Dalmatien und Rom, auf der er sich mit Werner Gilles anfreundete und die ihm entscheidende Impulse für die Entwicklung seines künstlerischen Stils vermittelte. Im folgenden Jahr gehört er, gemeinsam mit Harry Maasz, Wilhelm Bräck, Alfred Mahlau, Hans Peters, Alen Müller und Emil Steffann, zu den Gründern der Künstlergruppe Werkgruppe Lübeck.
1937 wurden in der Nazi-Aktion „Entartete Kunst“ nachweislich vier seiner expressiven Druckgrafiken aus öffentlichen Sammlungen beschlagnahmt und vernichtet. Durch die Fürsprache von Asmus Jessen erhielt er jedoch noch öffentliche Aufträge.

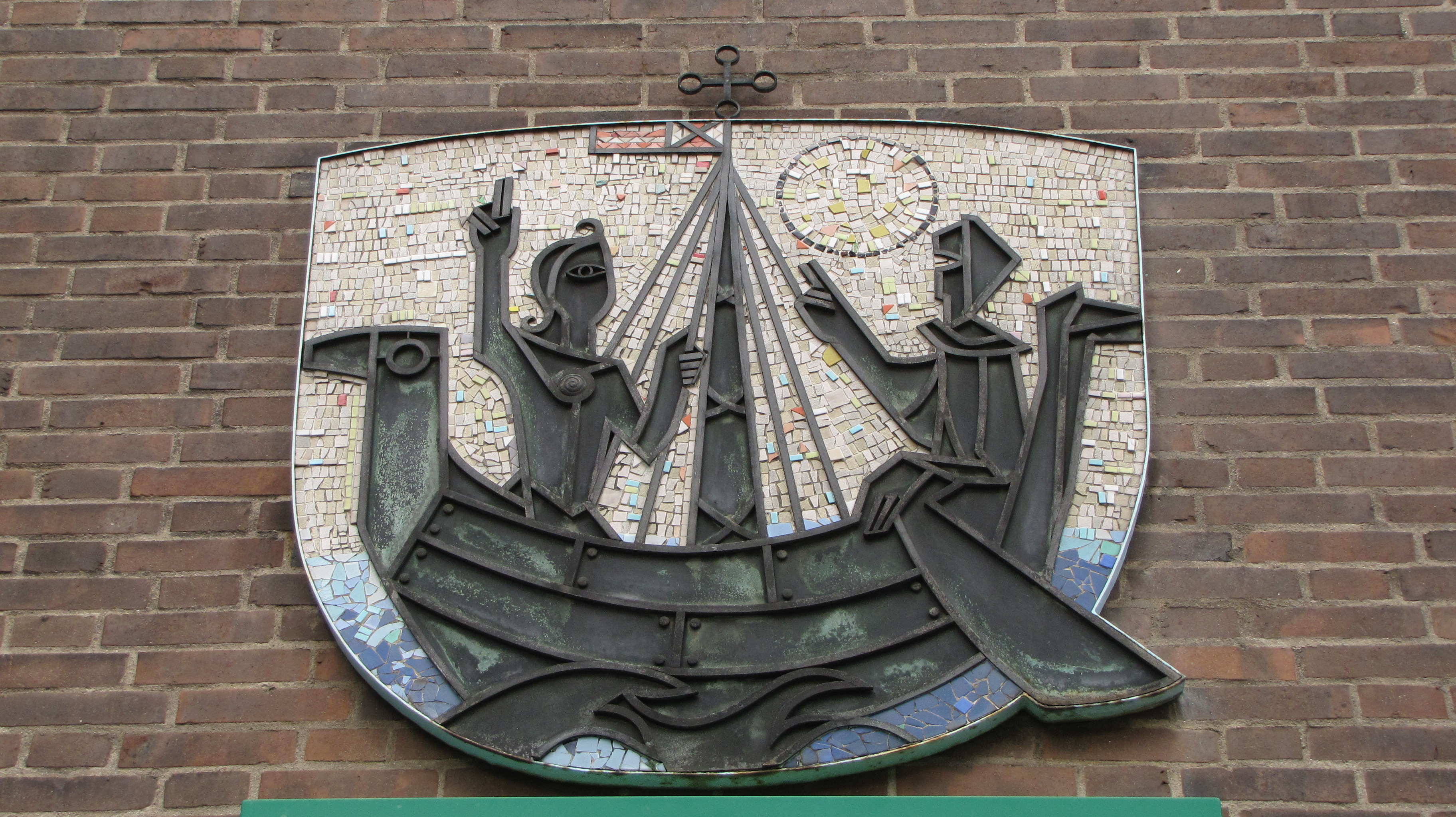
Moderne Version des Lübecker Stadtsiegels als Kunst am Bau am Lübecker Polizeirevier I in der Mengstraße, Lübeck

Nach der Zerstörung seines Lübecker Ateliers beim Bombenangriff 1942 zog er sich auf ein Grundstück bei Utecht am Ratzeburger See zurück. In der Nachkriegszeit erhielt er umfangreiche Aufträge zur Ausschmückung öffentlicher Bauten, so beispielsweise 1959 für die Thomas-Mann-Schule, die Landesversicherungsanstalt und das Polizeirevier I in der Mengstraße. Seine Sgraffito-Darstellungen schmücken zahlreiche Anfang der 1950er Jahre erbaute Wohnblöcke in Lübeck-Eichholz sowie die Kapelle I des Vorwerker Friedhofs (Auferstehungsfries, 1958). Stoermer schuf eine Fülle von Aquarellen und Zeichnungen, vor allem auch von seinen zahlreichen Reisen in den Mittelmeerraum. Daneben war er als Kritiker für die sozialdemokratische Lübecker Freie Presse tätig.

## Werke

### 1937 als „entartet“ beschlagnahmte und vernichtete Werke
- Dieser hat Gott gelästert (Holzschnitt, 25 × 16 cm, 1913), Museum Folkwang Essen[4]
- Kriegszug (Holzschnitt), Museum Folkwang Essen
- Angst (Lithografie, 30,5 × 23,7 cm), Museum Folkwang Essen und Kaiser-Friedrich-Museum Magdeburg
- Studienkopf (Druckgrafik), Kaiser-Friedrich-Museum Magdeburg

### Werke in öffentlichen Sammlungen (Auswahl)
- Untitled (1913), Holzschnitt aus Der Sturm 4 (1913), S. 53, Los Angeles County Museum of Art (LACMA)[5]
- Untitled (1913), Holzschnitt aus Der Sturm 4 (1913), S. 97, LACMA[6]
- Brandung (1919), Schloss Gottorf, Schleswig
- Frauen am Brunnen (1931), Behnhaus, Lübeck (Inv. Nr. 1948/100)
- Dalmatinische Landschaft (1931), Behnhaus, Lübeck (Inv. Nr. 1971/26)
- Karstgebirge (1954), Behnhaus, Lübeck (Inv. Nr. 1955/81)
- Stadt in Spanien (um 1955), Behnhaus, Lübeck (Inv. Nr. 1956/45)
- Der blinde Fischer (1970), Behnhaus, Lübeck (Inv. Nr. 1970/39)
- Großer Heuhaufen (1935), Altonaer Museum
- Die Schlacht von Bornhöved (1940), Öl auf Leinwand, 150 × 200 cm, Heimatarchiv Bornhöved[7]

### Buchkunst
- Charles Baudelaire: Der Verworfene. Nachdichtungen von Hans Havemann. Mit sechs Urholzschnitten von Curt Stoermer. Zweemann, Hannover 1920. Darin die Holzschnitte:

Die Zerstörung (La destruction), S. 9
Leichentanz (Danse macabre), S. 21
Der Vampir (Le vampire), S. 33
Anheimgefallenheit (Réversibilité), S. 45
Lied am sinkenden Tag (Chanson d'après-midi), S. 57
Der Abgrund (Le gouffre), S. 69
- Alfred Richard Meyer: Die maer von der musa expressionistica. Zugleich eine kleine quasi-literaturgeschichte mit über 130 praktischen beispielen. Die Faehre, Düsseldorf 1948. Illustrierter Pappband nach E. L. Kirchner und Curt Stoermer.

### Schriften
- Die Ausstellung von Werken Paula Modersohns im Folkwang-Museum. In: Der Cicerone 5 (1913), S. 179 und S. 593
- Paula Modersohn. In: Der Cicerone 6 (1914), S. 7–15
- P. Becker-Modersohn, Katalog ihrer Werke. Gemälde, Studien, Zeichnungen und Radierungen. Horenverlag, Worpswede 1913
- Das Schicksal der Werke Paula Modersohns. In: Die Güldenkammer, 4 (1913), H. 1
- Erinnerung an Modigliani. In: Der Querschnitt. 1931, S. 387–390.